# Gemeinde Logatec

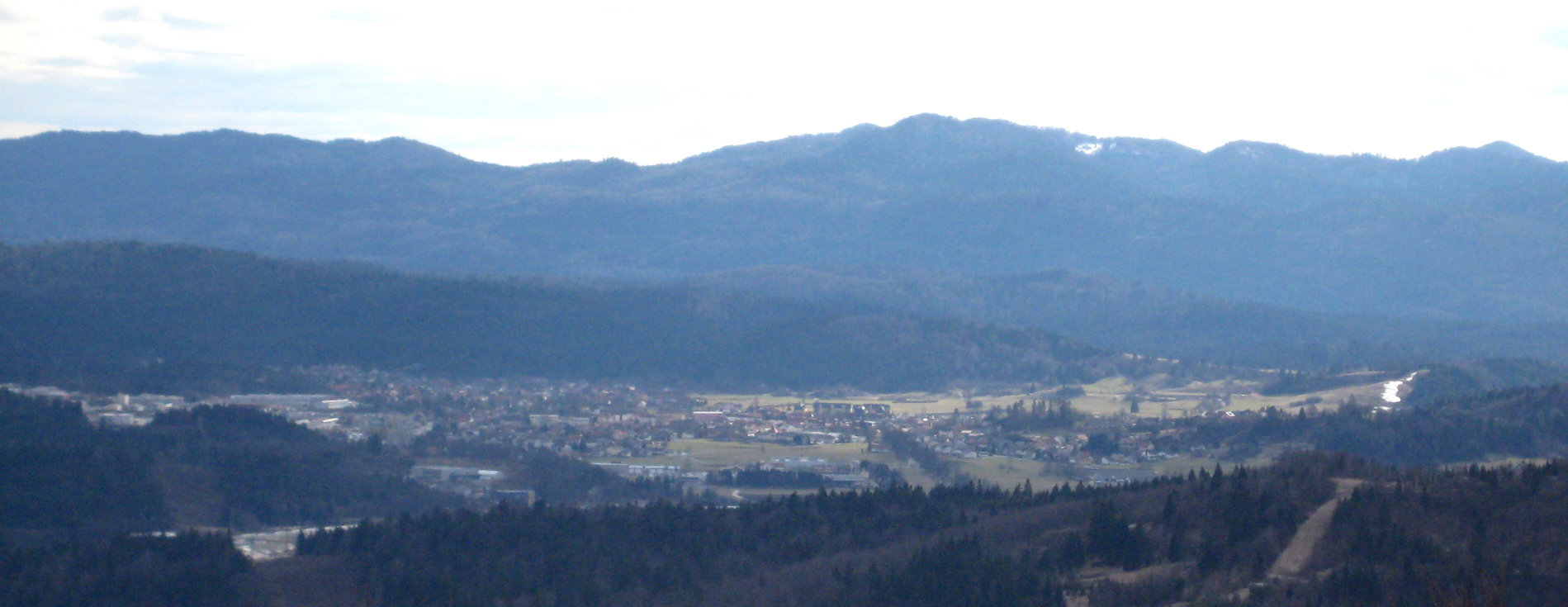
Ebene von Logatec (Logatec Polje)

Die Gemeinde Logatec (Slowenisch: Občina Logatec) ist eine slowenische Gemeinde in der historischen Landschaft Innerkrain, Region Zentralslowenien (Osrednjeslovenska).
Hauptort und Verwaltungszentrum ist die inmitten der Ebene von Logatec gelegene Kleinstadt Logatec.

## Ortschaften
Die Gemeinde besteht aus 19 historischen Ortschaften und Siedlungen, welche den acht Ortsgemeinschaften (slowenisch: Krajevne skupnosti – KS) der Kommune zugeordnet sind.
- Grčarevec (KS Tabor)[4]
- Hleviše (KS Vrh Sv. Treh Kraljev)[5]
- Hlevni Vrh (KS Vrh Sv. Treh Kraljev)
- Hotedršica (KS Hotedršica)[6]
- Jakovica (KS Laze-Jakovica)[7]
- Kalce (KS Tabor)
- Lavrovec (KS Vrh Sv. Treh Kraljev)
- Laze (KS Laze-Jakovica)
- Logatec (KS Naklo[8], KS Tabor)
- Medvedje Brdo (KS Trate)[9]
- Novi Svet (KS Hotedršica)
- Petkovec (KS Log-Zaplana[10], KS Rovte[11])
- Praprotno Brdo (KS Rovte)
- Ravnik pri Hotedršici (KS Hotedršica)
- Rovtarske Žibrše (KS Trate)
- Rovte (KS Rovte)
- Vrh Svetih Treh Kraljev (KS Vrh Sv. Treh Kraljev)
- Zaplana  (KS Log-Zaplana, KS Naklo)
- Žibrše (KS Hotedršica, KS Tabor)

## Nachbargemeinden
| Žiri       | Dobrova-Polhov Gradec, Vrhnika              | Vrhnika  |
| Idrija     | Kompassrose, die auf Nachbargemeinden zeigt | Vrhnika  |
| Ajdovščina | Postojna                                    | Cerknica |

## Geschichte
Auf dem Gemeindegebiet wurden insgesamt vier Massengräber aus der Zeit um den Zweiten Weltkrieg gefunden. 
Drei befinden sich in Logatec und eins in Kalce.